# Влюблённая Диана
«Влюблённая Диана» (исп. Diana enamorada) — пасторальный роман испанского писателя Гаспара Хиля Поло, опубликованный в 1564 году, продолжение романа Хорхе де Монтемайора «Диана».
Роман был написан под влиянием как «Дианы» Монтемайора, так и «Аркадии» Якопо Саннадзаро. При этом мир, в котором происходит действие, становится ещё более условным, под отдельными персонажами угадываются известные представители испанского общества 1560-х годов, то есть книга превращается в «роман с ключом». «Влюблённая Диана» имела большой успех у читателей, оказала большое влияние на развитие пасторального жанра. Современные исследователи отмечают, что Поло переосмыслил сюжетный материал, его произведение отличают тонкий лиризм, искренность, стилевое разнообразие. Всё это сделало «Влюблённую Диану» одним из лучших образцов пасторального жанра.